# Huis De Beuk

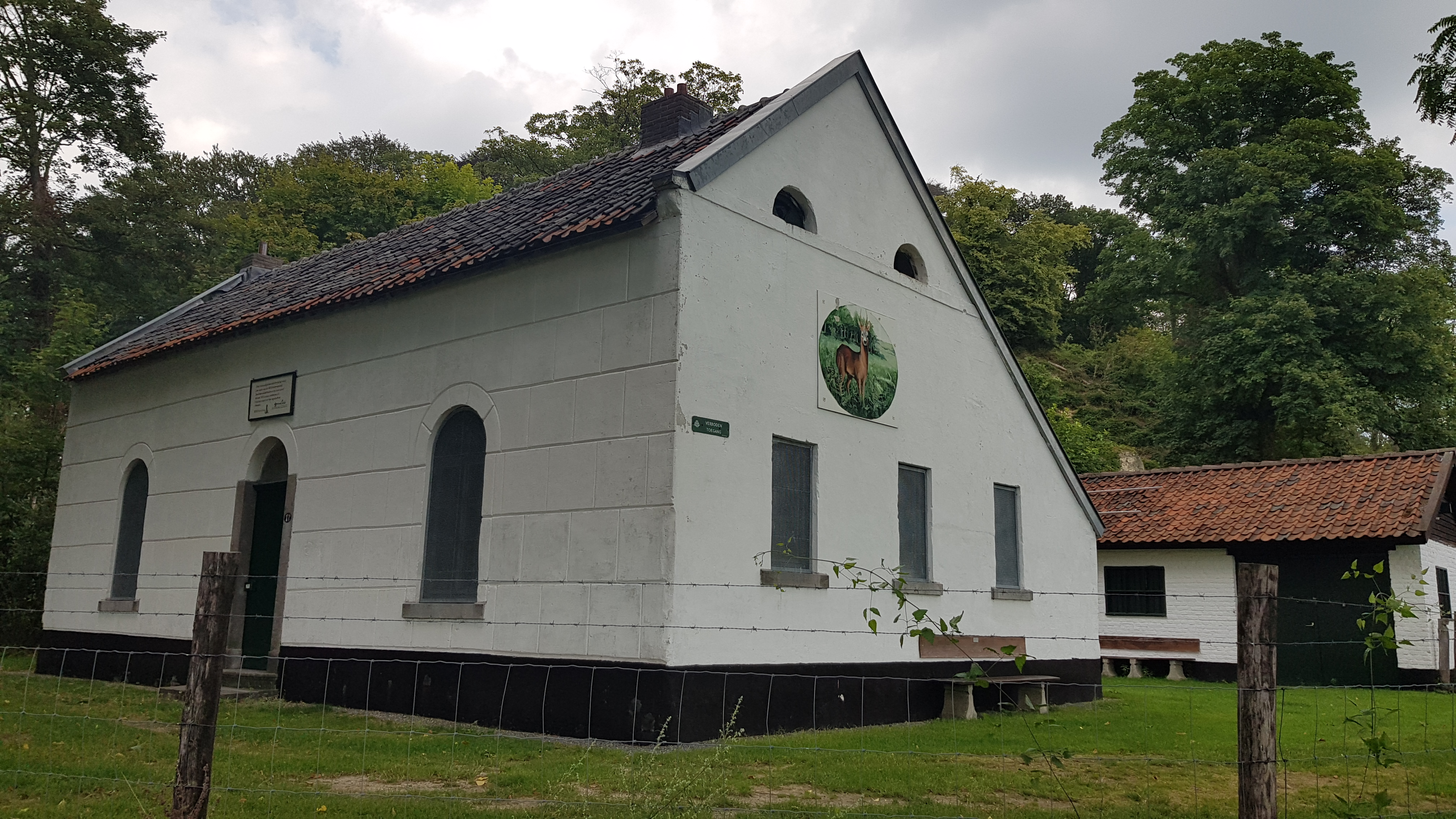
Huis De Beuk, gezien vanuit het zuidwesten

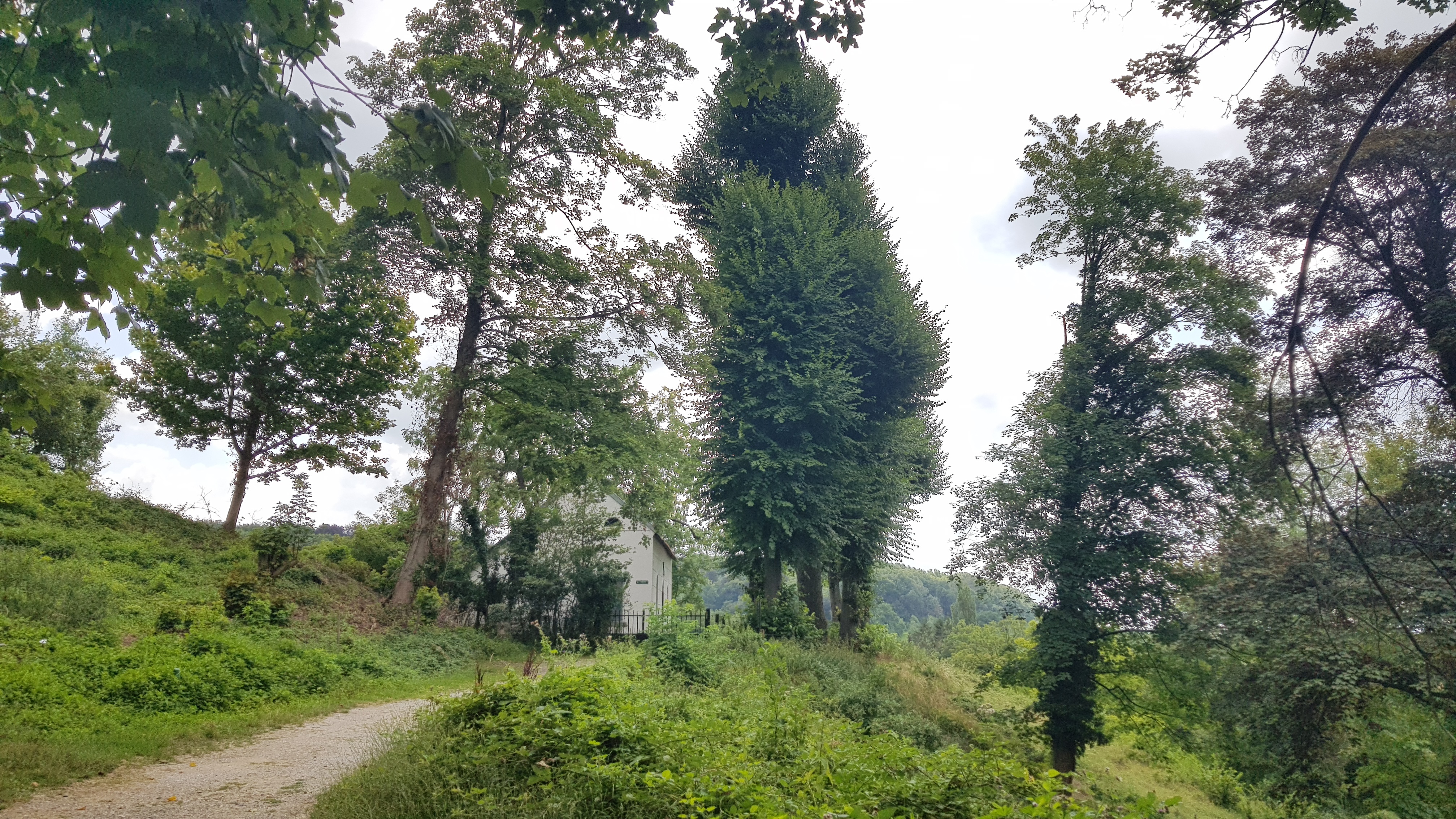
Huis De Beuk, gezien vanuit het noordwesten

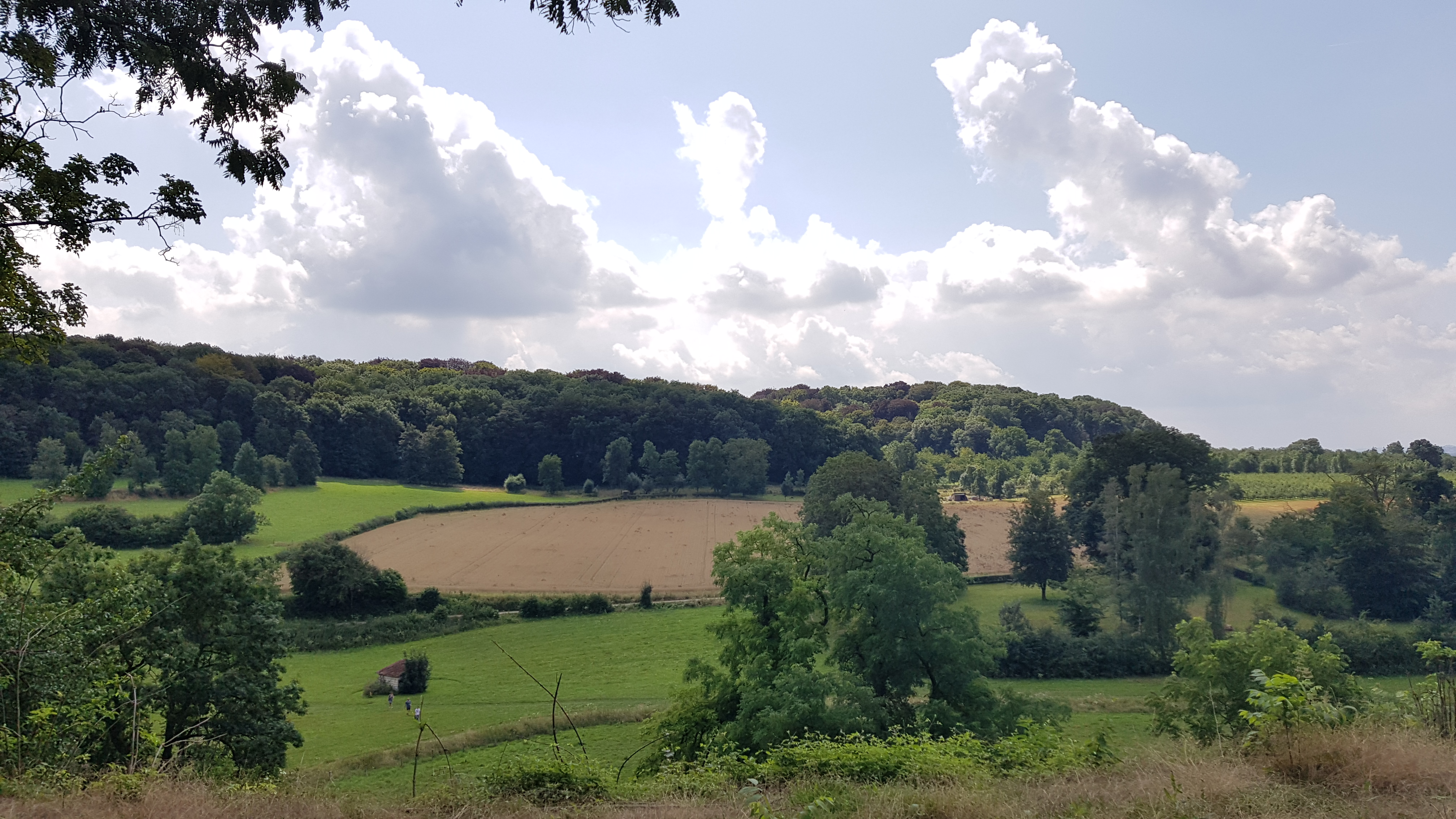
Uitzicht richting het zuiden

Huis De Beuk is een gebouw in het Savelsbos in de Nederlandse gemeente Eijsden-Margraten. Het witte gebouw staat ten noordoosten van het dorp Gronsveld op een kop van de Wijngaardsberg/Riesenberg aan de rand van het Plateau van Margraten vanwaar men uitzicht heeft over het westelijk gelegen Maasdal. Ten zuiden van Huis De Beuk mondt de Termaardergrub uit in het Maasdal.
Aan de zuidwestzijde wordt het gebouw omgeven door bomen, ten noordoosten liggen de groeves Riesenberggroeve en Groeve boven op de Riesenberg. Op ongeveer 300 meter naar het noorden ligt de Groeve de Hel en op ruim 300 meter naar het oosten ligt de Varkensgatgroeve. Op ongeveer zeshonderd meter naar het noordoosten staat de Hotsboom.

## Geschiedenis
De locatie van Huis De Beuk werd tegen het einde van de 18e eeuw bewoond door twee kluizenaars. In 1818 overleed de laatste kluizenaar en werd de voormalige kluizenarij verhuurd aan een uit Wallonië afkomstige man met de bijnaam 't Salpietermenneke. De man zou zijn naam te danken hebben gehad aan de salpeterhoudende aanslag die hij van de rotsen afschraapte en als meststof aan boeren verkocht.
In 1848 werd de boswachterswoning opgetrokken in mergel in opdracht van de familie Martens, woonachtig in Leuven, die het bosgebied alhier in bezit hadden. Tussen 1848 en 1938 werd het huis bewoond door drie generaties boswachters of veldwachters van de familie Beuken, waaraan het huis haar naam te danken heeft.
In 1870 werd het gebouw verkocht aan de familie Schreinemacher uit Maastricht, die de familie Beuken er liet wonen.
In 1955 vertrok de familie Aarts uit de boswachterswoning waarna de woning onbewoond bleef.
In 1959 werd het gebouw eigendom van Staatsbosbeheer die het gebruikte als weekendverblijf voor personeel.
Vanaf de jaren 1970 kwam het gebouw in verval en men wilde het in de jaren 1980 gaan slopen. Dat gebeurde echter niet en in 1989 restaureerden leden van de Wildbeheereenheid Savelsbos het huis. Heemkundestichting Grueles zorgde voor de documentatie en inlichtingen voor de esthetische authentiekheid.
De Beuk is nog steeds eigendom van staatsbosbeheer. Het huis wordt voornamelijk door Eddy Jacobs onderhouden. Eddy Jacobs is ook de man die destijds initiatiefnemer was voor restauratie van De Beuk. Samen met Tuur Hornesch en andere leden van W.B.E heeft Eddy Jacobs het pand in de loop der jaren verder opgeknapt, onderhouden en aangekleed.  
Na een brand was het naastgelegen schuurtje volledig verwoest, toen heeft wildbeheereenheid Savelsbos ook voor restauratie van de schuur gezorgd. 
Tegenwoordig wordt het huis onderhouden door enkele leden van W.B.E Savelsbos waaronder Mark Smeets (Gronsveld ).